# Bagneaux
Bagneaux település Franciaországban, Yonne megyében. Lakosainak száma 201 fő (2022. január 1.). Bagneaux Planty, Vulaines, Courgenay, Flacy és Villeneuve-l’Archevêque községekkel határos.

## Galéria

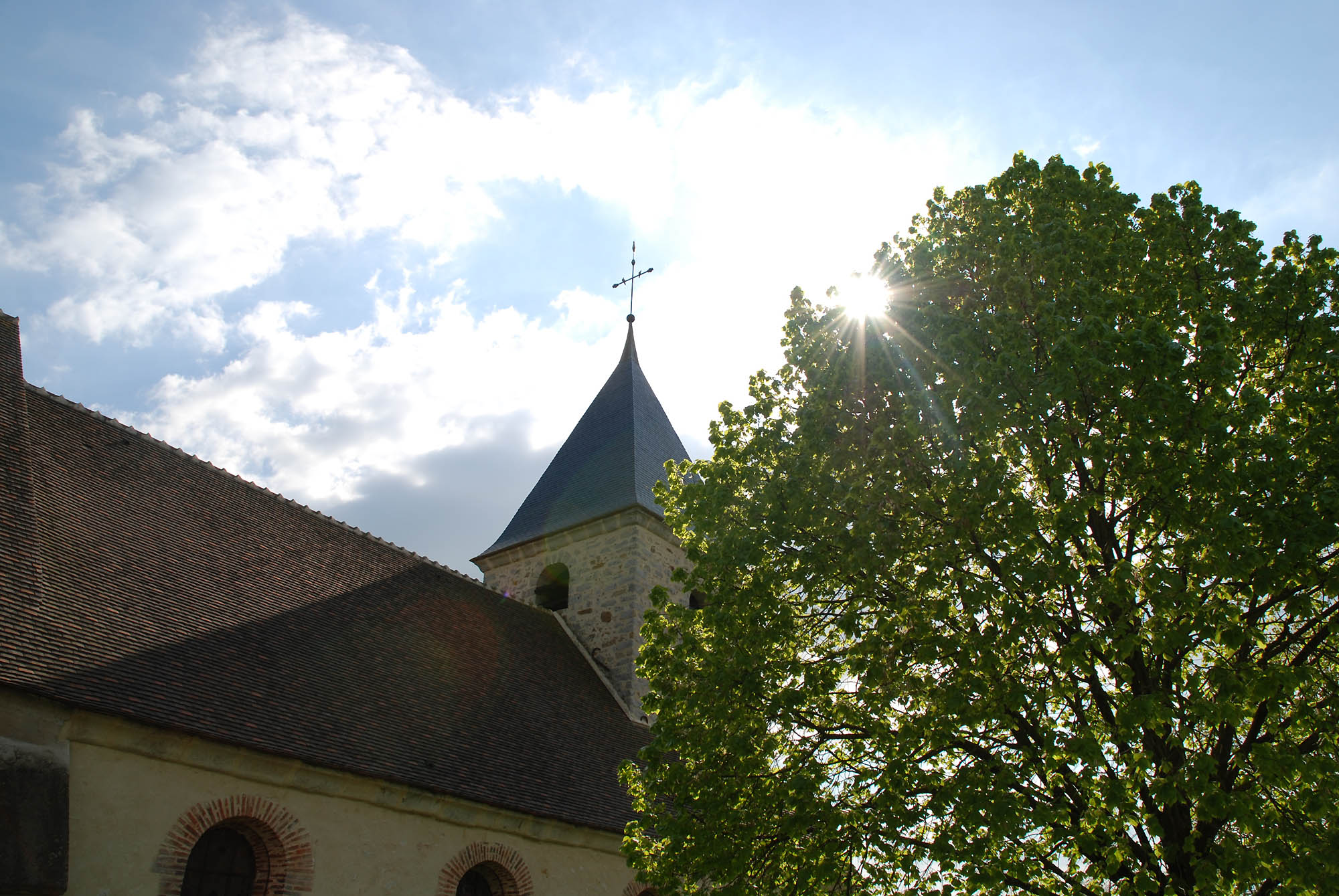
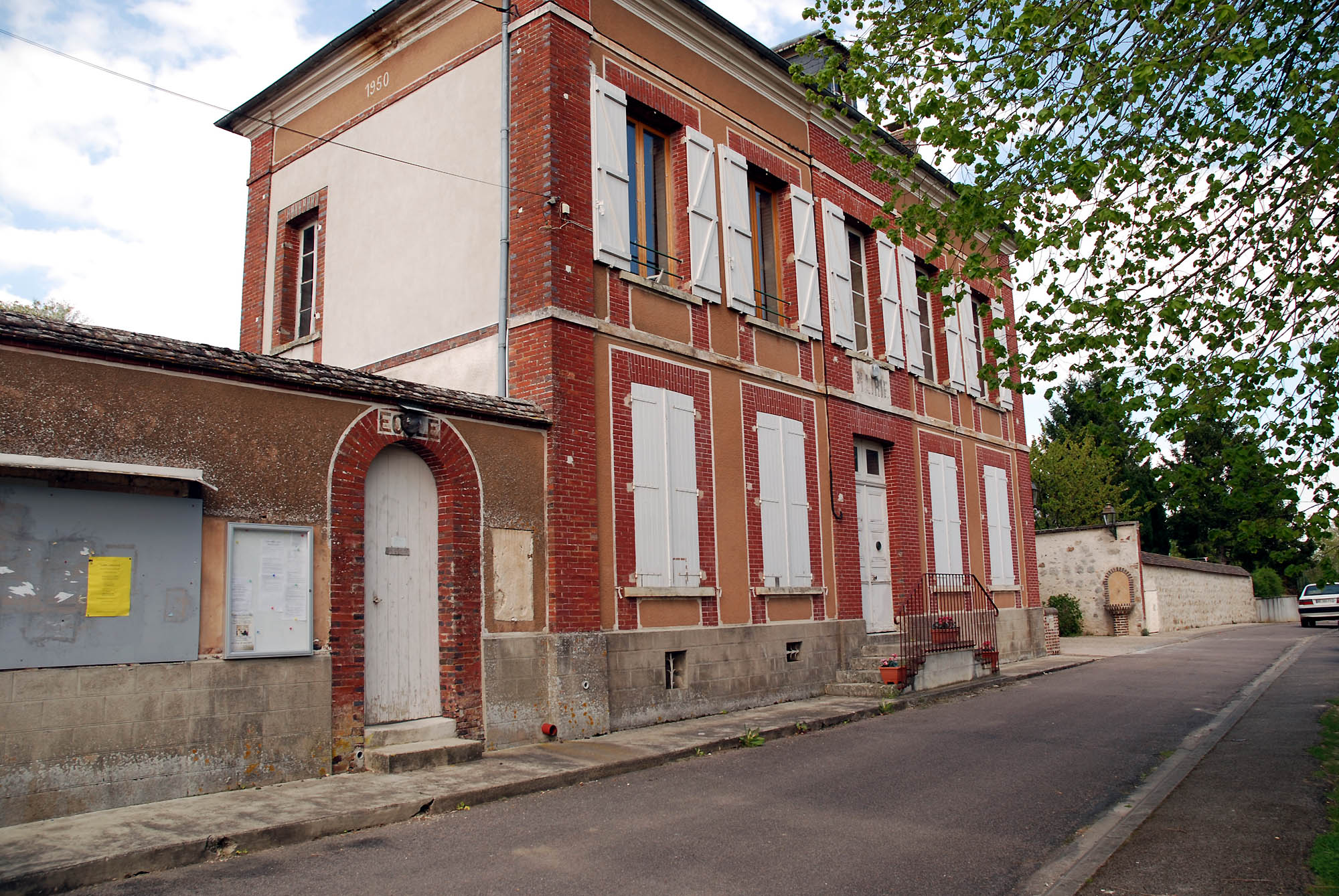
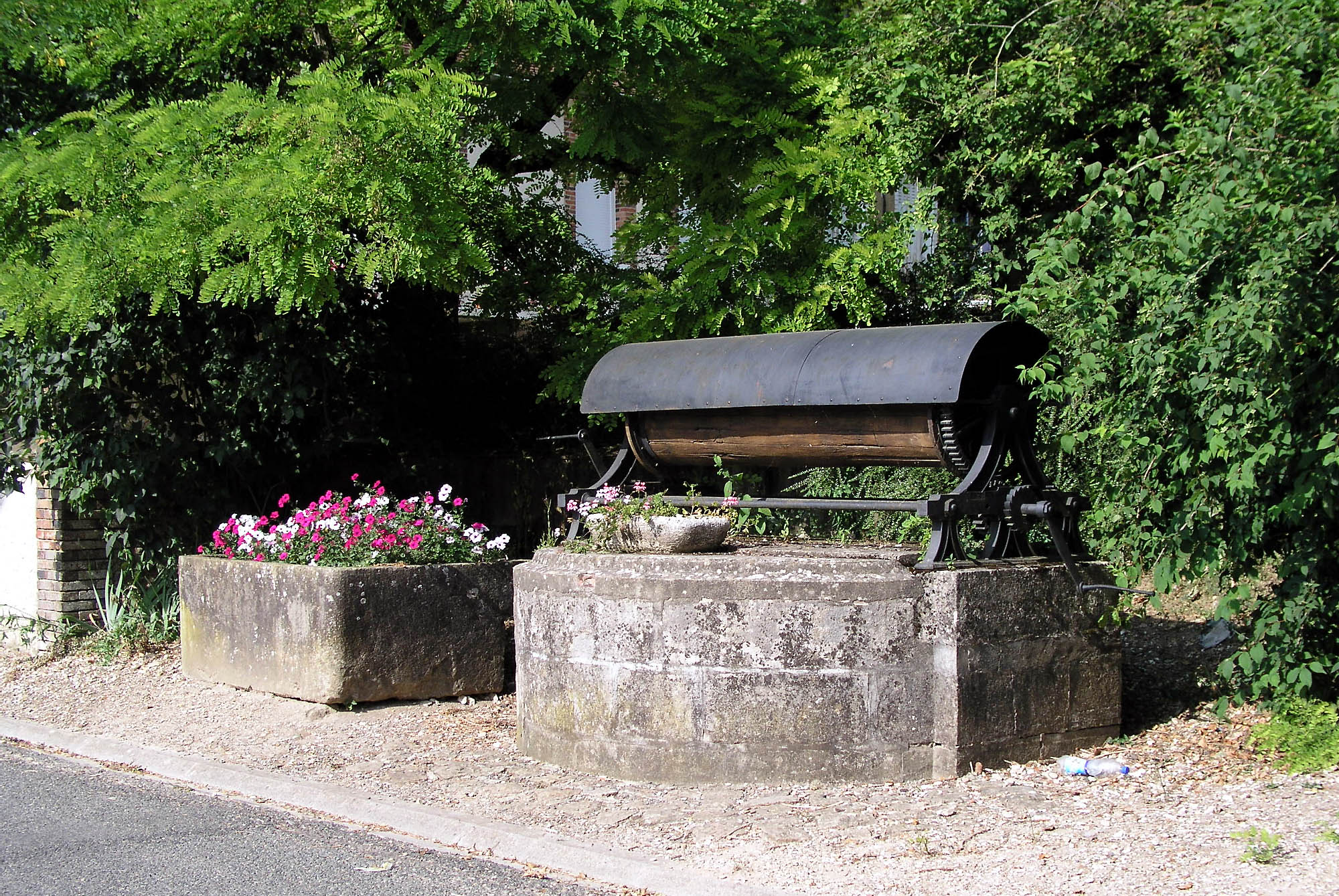
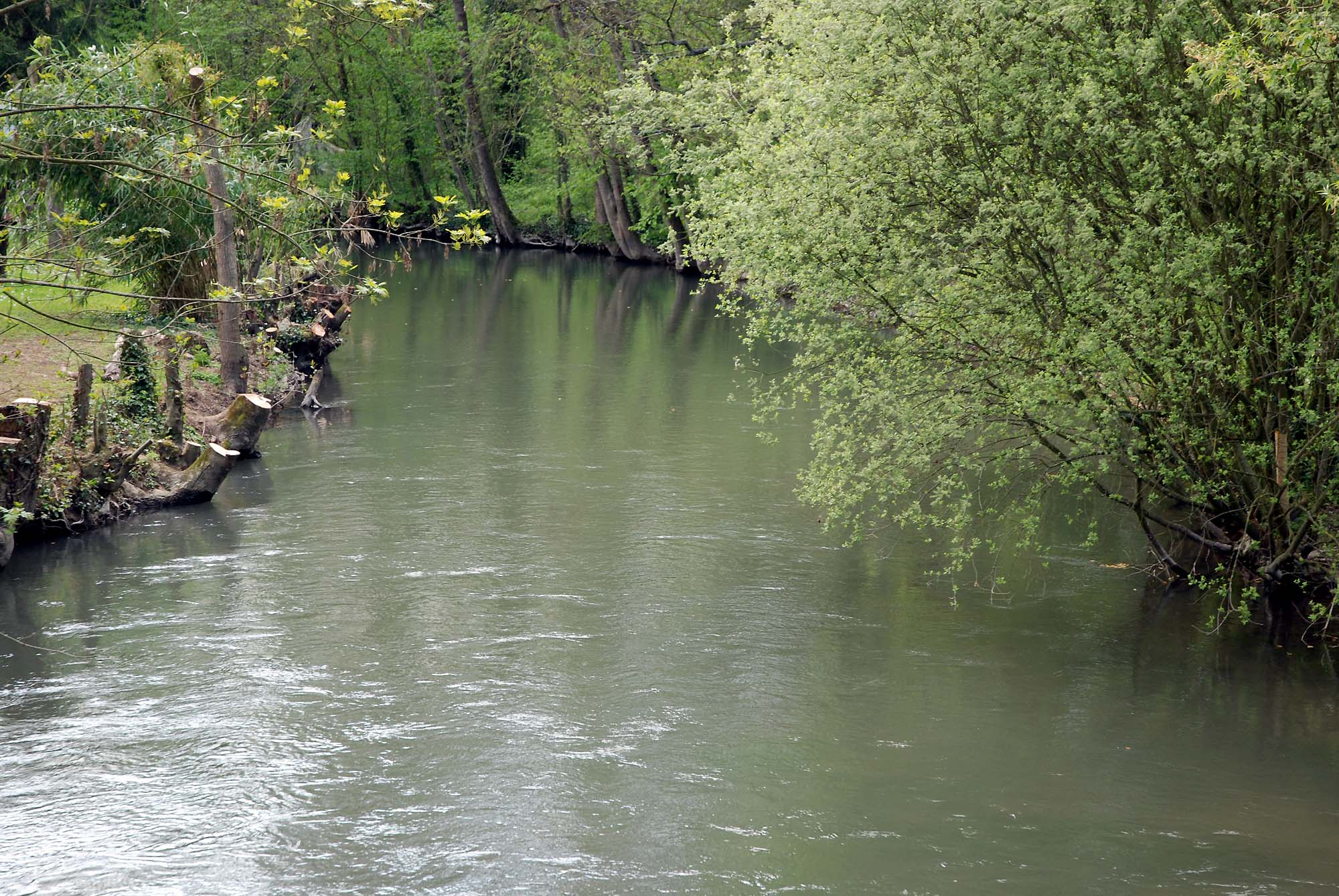
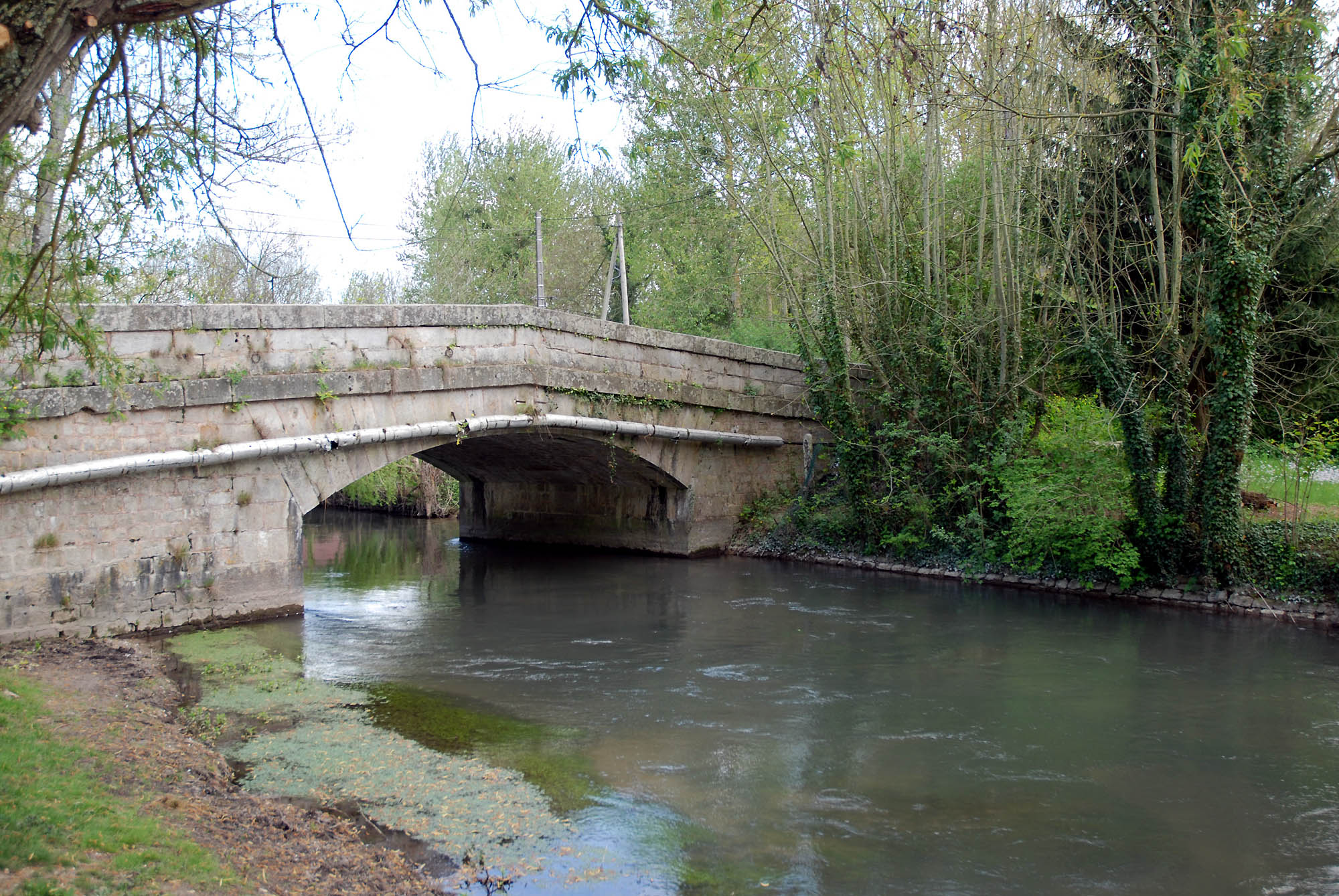
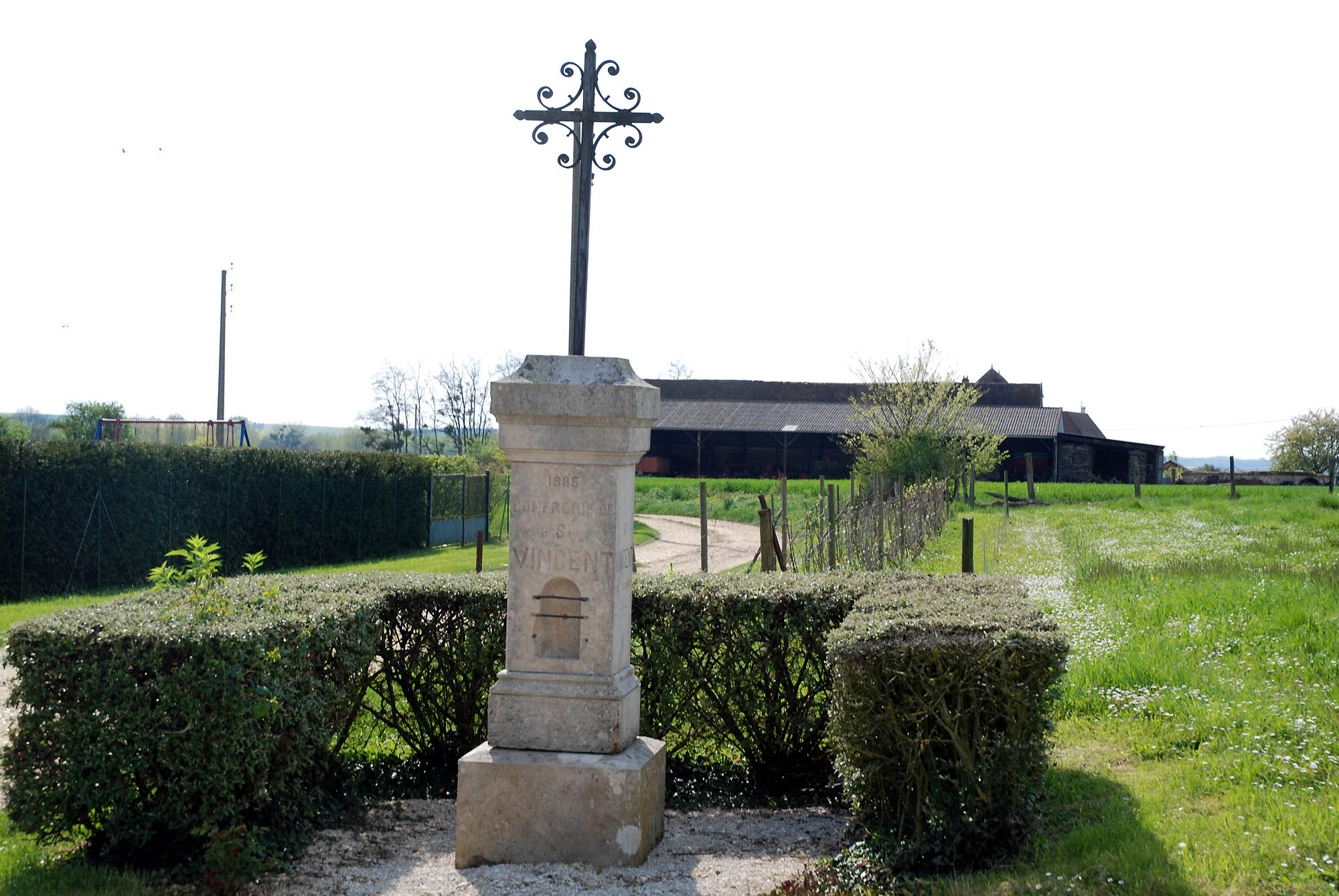

## Népesség
A település népességének változása:
| Lakosok száma | 217  | 211  | 215  | 209  | 207  | 205  | 200  | 193  | 201  |
|               | 2013 | 2015 | 2016 | 2017 | 2018 | 2019 | 2020 | 2021 | 2022 |